# Songs For Sanity
Songs For Sanity es el segundo álbum de estudio del guitarrista estadounidense John 5, lanzado el 13 de septiembre de 2005, contando con las apariciones estelares de Albert Lee y Steve Vai.

## Lista de canciones
| N.º | Título                | Duración |  |
| 1.  | «Damaged»             | 3:04     |  |
| 2.  | «Soul of a Robot»     | 3:34     |  |
| 3.  | «Gein with Envy»      | 2:07     |  |
| 4.  | «Sin»                 | 4:08     |  |
| 5.  | «Behind the Nut Love» | 1:43     |  |
| 6.  | «Blues Balls»         | 3:28     |  |
| 7.  | «Fiddler's»           | 3:12     |  |
| 8.  | «Gods and Monsters»   | 4:10     |  |
| 9.  | «2 Die 4»             | 4:06     |  |
| 10. | «Death Valley»        | 3:57     |  |
| 11. | «Perineum»            | 5:07     |  |
| 12. | «Dénouement»          | 4:17     |  |